# Patagonium phylloideum
Patagonium phylloideum là một loài thực vật có hoa trong họ Đậu. Loài này được (Clos) Reiche mô tả khoa học đầu tiên năm 1897.